# آنا ماري مالون
آنا ماري مالون هي منافسة ألعاب القوى كندية، ولدت في 28 يوليو 1960 في تورونتو في كندا.

## وصلات خارجية
- آنا ماري مالون على موقع الاتحاد الدولي لألعاب القوى (الإنجليزية)
- آنا ماري مالون على موقع أوليمبيديا (الإنجليزية)